# Лук око рожњаче
Лук око рожњаче или корнеални лук  (лат. аrcus сenilis) непрозирност је рожљаче налик прстену на рожњачом лимбусу који се формира као последица таложења липида. Може бити узрокован хиперлипидемијом и неким другим факторима ризика. Болест има добру прогнозу са мало или нимало утицаја на оштрину вида и здравље ока.

## Епидемиологија
Код мушкараца, лук око рожњаче се  чешће јавља почевши од 40. године, а присутан је код скоро 100% мушкараца старијих од 80 година. Код жена, лук око рожњаче почиње у 50. години и присутан је код скоро свих жена до 90. године старости.

## Етиологија
Иако узрок лука око рожњаче није у потпуности познато, сматра се да је повезан са хиперлипидемијом и дислипидемијом (  која је вероватно узрок таложењем липида у периферној строми рожњаче.  Најчећче се јавља код старијих особа са хиперлипидемијом, мада може бити повезана и са дислипидемијом код млађих пацијената, и тада носи назив младалачки лук око рожњаче (лат. arcus juvenilis cornea).

### Фактори ризика
Лук око рожњаче је повезан са старијим годинама, мушким полом, пушењем, систолном хипертензијом  афроамеричким наслеђем  и повећаним серумским триглицеридима наташте  . Због повезаности са хиперлипидемијом, лук око рожњаче је посебно чест код људи са породичном хиперхолестеролемијом и ксантелазмом  .
Упркос факторима ризика од хиперлипидемије и дислипидемије, постојале су супротстављене студије у погледу повезаности лука око рожњаче са кардиоваскуларним обољењима (КВБ).
У студији попречног пресека из 2011. године, заснованој на популацији од 3.397 етничких Индијанаца старости од 40 до 80 година у Сингапуру, присуство лука око рожњаче било је повезано са кардиоваскуларним обољењима (ОР, 1,31; 95% ЦИ, 1,02 до 1,7; П = 0,0038) независно од напред наведених фактора ризика. 
Међутим, проспективна кохортна студија спроведан са 12.745 Данаца, који су праћени у просеку од 22 године показала је да лук око рожњаче нема клиничку вредност као предиктор кардиоваскуларним обољењима. 
У трећој студији спроведеној са белим мушкарцима  (н = 3.930) и женама које не користе хормоне (н = 2.139), старости 30-69 година, након праћења у просеку од 8,4 године лука око рожњаче  био је повезан са ЦХД (РР, 3,7; 95% ЦИ, 0,9 до 14,7) и морталитетом од кардиоваскуларним обољењима (РР, 4,0; 95% ЦИ, 1,2 до 12,9) само код мушкараца са хиперлипидемијом старости 30-49 година.

## Патофизиологија
Лук око рожњаче је последица таложења липида у периферном делу рожњачи и генерално се сматра нормалним процесом старења. Верује се да повећана пермеабилност лимбалних крвних судова са годинама омогућава да липопротеини мале густине пролазе кроз рожњачу, што може објаснити зашто се болест налази код > 70% пацијената старијих од 60 година. Лук око рожњаче генерално се у почетку јавља у горњим и доњим регионима рожњаче, који имају већу перфузију од централног дела рожњаче.  Некроза и атрофија ткива нису присутне са овом аномалијом  . Нема повећања целуларности, фрагментације ламина, фагоцитозе, необичне васкуларности, нити било какве разлике у липогенези на хистолошком прегледу  .
Једнострани  старачки лук око рожњаче је повезан са очном хипотонијом, стенозом каротидне артерије или асиметричним кранијалним васкуларним снабдевањем  .
Утврђено је да је липид у луку око рожњаче концентрисан углавном у два слоја на периферији рожњаче (Десцеметовој мембрани и Бовмановом слоју, са више таложења у првом). Таложење липида може бити не само ограничено на рожњачу, већ се може наћи и у цилијарном телу цилијарним наставцима и ирису. 

## Клиничка слика
Код пацијента се могу приметити беличаста или плавкаста замућеност у облику прстена у периферној рожњачи поред лимбуса.
Пацијент је обично без симптома   пошто је сам прстен изван визуелне осе и стога обично не прави тегобе.

## Дијагноза
Не постоје лабораторијски тестови или снимање којим би могло да се утврди  дијагноза. Међутим, липидни панел може помоћи у идентификацији горе наведених фактора ризика.
Како се стромални липиди у почетку таложи у горњој и доњој перилимбалној рожњачи, напредујући по ободу да би формирао мат-белу или жуто-белу траку ширине око 1 мм, то може послужити као дијагностички параметар. Трака је обично шира у вертикалном правцу од хоризонталног меридијана. Централна граница је дифузна, а периферна ивица оштра и одвојена од лимбуса јасним интервалом који може бити подложан благом стањивању  .
Ретко, лук око рожњаче може садржати сцинтилирајуће кристале или „кристалоидне“ ивице које су карактеристичне за многе липидне кератопатије. Међутим, ови опацитети нису редовно флуоресцентни на прегледу  .
Примећено је да су присутне и различите промене у биомеханичким својствима рожњаче  када је лук око рожњаче присутан. Једна студија је открила да су хистереза рожњаче и вредности фактора отпорности рожњаче очију са луком око рожњаче биле ниже у поређењу са контролама које одговарају узрасту, али није било разлика у другим параметрима, као што су очни притисак, централна дебљина рожњаче, сферна еквивалентна вредност грешке рефракције, мерења аксијалне дужине и средња кератометрија.

## Диференцијална дијагноза
Псеудогеронтоксон се може развити у рекурентној болести удова. Карактерише га пери-лимбална трака површинских ожиљака поред претходно запаљеног сегмента лимбуса који подсећа на лук око рожњаче. Пример за то је благи супериорни панус који се може видети код дуготрајног супериорног лимбичког кератокоњунктивитиса  .
Фини жуто-бели рефрактилни стромални опацитети Терријенове маргиналне дегенерације могу личити на луку око рожњаче .
Очне манифестације остеогенезе имперфекта укључују плаву склеру, мегалокорнеју илук око рожњаче.

## Терапија
Пацијенти се могу пратити у годишњим интервалима као што би се очекивало за праћење пацијената са нормалним прегледом очију. Није потребно посебно лечење. Израженији лук око рожњаче  често је повезан са смањеном јасноћом вида, као и други стромални опацитети.

## Прогноза
Прогноза је генерално добра у погледу вида и здравља очију.